# Campionato europeo di hockey su slittino
Il campionato europeo di hockey su slittino (o sledge hockey) viene organizzato ogni quattro anni dal Comitato Paralimpico Internazionale. La prima edizione si è svolta nel 2005, la seconda nel 2007. Nel 2008 l'IPC ha fissato un calendario per la disputa dei tornei internazionali dello sledge (slitta) hockey che prevede la gara dei campionati continentali nell'anno successivo alle paralimpiadi. Nel 2014 questo calendario fu nuovamente modificato, con la gara dei campionati continentali spostata al secondo anno dalle paralimpiadi.
L'edizione del 2020, che si sarebbe dovuta disputare a Östersund come la precedente, venne cancellata a causa della Pandemia di COVID-19 del 2020 in Europa. 

## Albo d'oro e partecipazioni
|             | Zlín 2005 dettagli | Pinerolo 2007 dettagli | Sollefteå 2011 dettagli | Östersund 2016 dettagli | Östersund 2020                                         |
| ----------- | ------------------ | ---------------------- | ----------------------- | ----------------------- | ------------------------------------------------------ |
| Italia      | 6°                 | 6°                     | 1°                      | 2°                      | Edizione cancellata a causa della pandemia di COVID-19 |
| Norvegia    | -                  | 1°                     | 3°                      | 3°                      | Edizione cancellata a causa della pandemia di COVID-19 |
| Germania    | 1°                 | 3°                     | 6°                      | 6°                      | Edizione cancellata a causa della pandemia di COVID-19 |
| Russia      | -                  | -                      | 7°                      | 1°                      | Edizione cancellata a causa della pandemia di COVID-19 |
| Rep. Ceca   | 4°                 | 2°                     | 2°                      | 4°                      | Edizione cancellata a causa della pandemia di COVID-19 |
| Svezia      | 2°                 | 4°                     | 5°                      | 5°                      | Edizione cancellata a causa della pandemia di COVID-19 |
| Estonia     | 3°                 | 5°                     | 4°                      | -                       | Edizione cancellata a causa della pandemia di COVID-19 |
| Regno Unito | 5°                 | -                      | 8°                      | -                       | Edizione cancellata a causa della pandemia di COVID-19 |
| Polonia     | -                  | 7°                     | 9°                      | -                       | Edizione cancellata a causa della pandemia di COVID-19 |
| Paesi Bassi | -                  | -                      | 10°                     | -                       | Edizione cancellata a causa della pandemia di COVID-19 |